# Special Olympics Bahrain
Special Olympics Bahrain (englisch: Special Olympics Bahrain) ist der bahrainische Verband von Special Olympics International, der weltweit größten Sportbewegung für Menschen mit geistiger Beeinträchtigung und Mehrfachbeeinträchtigung. Ziel ist die sportliche Förderung dieser Personengruppe und die Sensibilisierung der Gesellschaft für sie. Außerdem betreut der Verband die bahrainischen Athletinnen und Athleten bei den Special Olympics Wettbewerben.

## Geschichte
Special Olympics Bahrain wurde 1990 mit Sitz in Manama gegründet.

## Aktivitäten
2016 waren 2.669 Athletinnen, Athleten und Unified Partner sowie 112 Trainer bei Special Olympics Bahrain registriert. Der Verband nahm 2017 an den Programmen Athlete Leadership und Young Athletes teil, die von Special Olympics International ins Leben gerufen worden waren.

### Sportarten
Folgende Sportarten wurden 2019 vom Verband angeboten:
- Badminton (Special Olympics)
- Basketball (Special Olympics)
- Boccia (Special Olympics)
- Floorball
- Floor Hockey (Special Olympics)
- Fußball (Special Olympics)
- Kraftdreikampf (Special Olympics)
- Leichtathletik (Special Olympics)
- Radsport (Special Olympics)
- Reiten (Special Olympics)
- Schneeschuhlaufen (Special Olympics)
- Tischtennis (Special Olympics)

### Teilnahme an Weltspielen vor 2020 (Auswahl)
(Quelle: )
- 2007 Special Olympics World Summer Games, Shanghai, China
- 2009 Special Olympics World Winter Games, Boise, USA
- 2015 Special Olympics World Summer Games, Los Angeles, USA (11 Athletinnen und Athleten)
- 2019 Special Olympics, World Summer Games, Abu Dhabi (25 Athletinnen und Athleten)[2]

### Teilnahme an den Special Olympics World Summer Games 2023 in Berlin
Special Olympics Bahrain nahm an den Special Olympics World Summer Games 2023 teil. Die Delegation wurde vor den Spielen im Rahmen des Host Town Program von Bamberg betreut und bestand aus 29 Personen. Das Team gewann bei diesen Weltspielen sechs Gold-, zwei Silber- und drei Bronzemedaillen.

### Teilnahme an Weltspielen nach 2023
- 2025 Special Olympics World Winter Games, Turin, Italien (2 Athletinnen und Athleten)[6]